# Lilla Lersjön (Långareds socken, Västergötland, 643251-130230)
Lilla Lersjön är en sjö i Alingsås kommun i Västergötland och ingår i Göta älvs huvudavrinningsområde. Sjön är 5,7 meter djup, har en yta på 0,006 kvadratkilometer och är belägen 128 meter över havet. Lilla Lersjön ligger i vildmarksområdet Risveden på gränsen mellan Ale kommun och Alingsås kommun.